# Kristian Knuth
Kristian Frederik Knuth-Christiansdal, auch Christian Frederik (Knuth) (* 28. März 1886 auf Østergård; † 18. März 1969), war ein dänischer Kammerherr, Hofjägermeister und Widerstandskämpfer.

## Leben
Kristian Knuth entstammte dem mecklenburgisch-dänischen Uradelsgeschlecht Knuth; sein Vater war der Kammerherr und Hofjägermeister Christopher Knuth, seine Mutter war dessen Ille, geborene Baronesse Lerche.
Knuth, der bis 1942 Hauptmann der Reserve war, übernahm im dänischen Widerstand gegen die deutsche Besatzung administrative Aufgaben. Er war Vorstandsmitglied der königlich-dänischen Landhaushaltungsgesellschaft von 1930 bis 1955, Mitglied des Dansk Kennelklub ab 1934 und dessen Vorsitzender von 1940 bis 1956.

## Ehe und Nachkommen
Am 11. Mai 1910 heiratete Knuth Reichsgräfin Antoinette Sophie Sponneck (1887–1942). Der Ehe entsprangen drei Kinder, die allesamt von Geburt an den Titel Graf respektive Gräfin trugen:
- Ulrik Gustav Adam (* 27. Januar 1911 auf Østergård; † 13. Januar 2004)
- Torben Christopher (* 7. August 1912 auf Østergård; † 29. April 1966)
- Dagmar Sophie Elé

## Vorfahren
| Kristian Knuth Graf von Christiansdal | Christopher Knuth Graf von Christiansdal | Adam Knuth til Lilliendal Graf von Christiansdal                     | Christian Frederik Knuth Graf von Christiansdal     |
| Kristian Knuth Graf von Christiansdal | Christopher Knuth Graf von Christiansdal | Adam Knuth til Lilliendal Graf von Christiansdal                     | Louise Charlotte Knuth, geb. von Buchwaldt          |
| Kristian Knuth Graf von Christiansdal | Christopher Knuth Graf von Christiansdal | Wilhelmine Alexandra Eugenie Catharine Jenny Knuth, geb. von Buttlar | ?                                                   |
| Kristian Knuth Graf von Christiansdal | Christopher Knuth Graf von Christiansdal | Wilhelmine Alexandra Eugenie Catharine Jenny Knuth, geb. von Buttlar | ?                                                   |
| Kristian Knuth Graf von Christiansdal | Ille Knuth, geb. Lerche                  | Carl Christian Cornelius Lerche Graf von Lerche                      | Christian Cornelius Lerche Lehnsgraf von Lerche     |
| Kristian Knuth Graf von Christiansdal | Ille Knuth, geb. Lerche                  | Carl Christian Cornelius Lerche Graf von Lerche                      | Cathrine Wilhelmine Dorothea Lerche, geb. von Krogh |
| Kristian Knuth Graf von Christiansdal | Ille Knuth, geb. Lerche                  | Sophie Frederikke Lerche, geb. Steensen-Leth                         | Carl Frederik Steensen-Leth                         |
| Kristian Knuth Graf von Christiansdal | Ille Knuth, geb. Lerche                  | Sophie Frederikke Lerche, geb. Steensen-Leth                         | Edele Margrethe Steensen-Leth, geb. von Barner      |